# فيديريكو بايز
فيديريكو بايز (بالإنجليزية: Federico Páez)‏ (و. 1876 – 1974 م) هو سياسي من الإكوادور ولد في كيتو.